# Steve Harris
Stephen Percy "Steve" Harris (Leytonstone (Londen), 12 maart 1956) is de Engelse bassist, stichter en leider van de heavymetalband Iron Maiden.
Hij begon zijn carrière in de band Gypsy's Kiss. Hij werd nadien lid van Smiler. Hij verliet deze band in 1975 omdat hij bij deze band niets met zijn eigen geschreven materiaal kon. In 1975 richtte Steve Harris Iron Maiden op. Tot op de dag van vandaag is Steve Harris de drijvende kracht achter Iron Maiden: hij schreef circa vier-vijfde van alle nummers. Behalve als bassist en componist neemt hij inmiddels ook plaats in de stoel van co-producer bij Iron Maiden albums. In de studio speelt hij ook de toetsenpartijen die in sommige nummers voorkomen: live neemt roadie Michael Kenney die voor zijn rekening. Zijn dochter, Lauren Harris, is zangeres. Zijn zoon, George Harris, is gitarist bij de band The Raven Age. Deze band speelde in het voorprogramma van de Iron Maiden tijdens de The Book Of Souls World Tour.
Zijn kenmerkende galopperende baslijnen zijn hoorbaar op bijna alle albums van Iron Maiden. Zijn basspel is echter veelzijdiger met onder meer hoge, snelle melodieën "begeleid" met trekjes aan een open snaar, arpeggios, en partijen in twee-en drieklanken (bv. in "Rainmaker"). Als voornaamste invloeden vermeldt hij Geddy Lee van Rush, John Entwistle van The Who, en Chris Squire van Yes. Net zoals deze laatste twee houdt hij van een zeer "heldere", ietwat opdringerige klank met veel boventonen. De "klikjes" die je vaak in zijn spel hoort komen doordat hij met zoveel kracht speelt dat de bassnaren nogal eens tegen de toets terugkaatsen. Voor optredens wrijft hij zijn handen in met krijt teneinde beter houvast te hebben bij de snelle tempo's die de groep live verkiest.
In september 2012 kwam zijn eerste soloalbum uit, British Lion, met onder andere Richard Taylor als zanger. De band, rondom Steve Harris, toerde in het voorjaar van 2013 en deed op 22 maart 2013 Amsterdam aan en op 23 maart Vosselaar te België.

## Discografie (naast Iron Maiden)

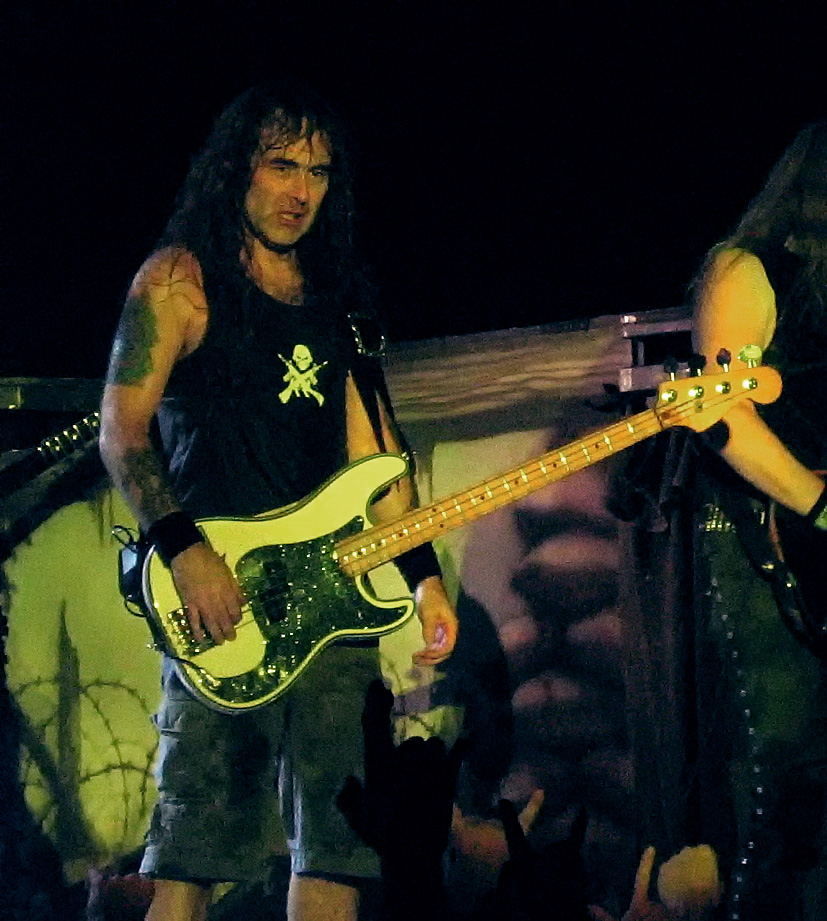
Harris gedurende de A Matter of Life and Death World Tour in Barcelona, 2006

- British Lion (2012)

- Bibsys: 5027245
- Biblioteca Nacional de España: XX965070
- Bibliothèque nationale de France: cb14105079c (data)
- Gemeinsame Normdatei: 134398521
- International Standard Name Identifier: 0000 0001 1476 582X
- Library of Congress Control Number: n94050647
- MusicBrainz: 995a37a5-17a5-4cf8-a497-88e3beb2edc1
- Nationale Bibliotheek van Tsjechië: xx0031024
- Nationale Bibliotheek van Polen: a0000002561935
- Nationale en Universitaire bibliotheek Zagreb: 000050054
- Réseau des bibliothèques de Suisse occidentale: 02-A023596728
- Istituto Centrale per il Catalogo Unico: MODV054633
- Virtual International Authority File: 85490877
- WorldCat: E39PBJxxdtgrJDrTGV8pGm3mh3